# Филипова, Надя
Надя Филипова (болг. Надя Филипова; род. 19 октября 1959, неизвестно) — болгарская гребная рулевая, выступавшая за сборную Болгарии по академической гребле в конце 1970-х — первой половине 1980-х годов. Серебряная призёрка летних Олимпийских игр в Москве, обладательница серебряной медали регаты «Дружба-84», победительница и призёрка регат национального значения.

## Биография
Надя Филипова родилась 19 октября 1959 года. При росте в 159 см и весе в 46 кг участвовала в соревнованиях по академической гребле в качестве рулевой.
Дебютировала на взрослом международном уровне в сезоне 1979 года, когда вошла в основной состав болгарской национальной сборной и выступила на чемпионате мира в Бледе, где заняла четвёртое место в программе распашных рулевых четвёрок.
Благодаря череде удачных выступлений удостоилась права защищать честь страны на летних Олимпийских играх 1980 года в Москве — в составе распашного четырёхместного экипажа, куда также вошли гребчихи Марийка Модева, Гинка Гюрова, Искра Велинова и Рита Тодорова, в решающем финальном заезде пришла к финишу второй, уступив чуть больше секунды экипажу из Восточной Германии, и тем самым завоевала серебряную олимпийскую медаль.
После московской Олимпиады Филипова осталась в составе гребной команды Болгарии на ещё один олимпийский цикл и продолжила принимать участие в крупнейших международных регатах. Так, в 1981 году она побывала на мировом первенстве в Мюнхене, где заняла пятое место в зачёте парных рулевых четвёрок.
В 1983 году на чемпионате мира в Дуйсбурге пришла к финишу шестой в рулевых четвёрках.
Рассматривалась в числе основных кандидаток на участие в Олимпийских играх 1984 года в Лос-Анджелесе, однако Болгария вместе с несколькими другими странами социалистического лагеря бойкотировала эти соревнования по политическим причинам. Вместо этого Филипова выступила на альтернативной регате «Дружба-84» в Москве, откуда привезла награду серебряного достоинства, выигранную в распашных четвёрках — на финише её команду обошёл только экипаж из Советского Союза. Вскоре по окончании этого сезона приняла решение завершить спортивную карьеру.